# Molou
Molou  è un comune del Ciad situata nel dipartimento di Assoungha, provincia di Ouaddaï.